# Lijst van rijksmonumenten in Utrecht (stad)/Hamburgerstraat
De stad Utrecht telt in totaal 1.402 inschrijvingen in het rijksmonumentenregister, de Hamburgerstraat in het centrum telt 14 rijksmonumenten. Hieronder een overzicht.
| Object                                                                           | Oorspronkelijke functie? | Bouwjaar                         | Architect    | Locatie            | Coördinaten?                | Nr.?   | Afbeelding        |
| -------------------------------------------------------------------------------- | ------------------------ | -------------------------------- | ------------ | ------------------ | --------------------------- | ------ | ----------------- |
| Pand met gepleisterde lijstgevel                                                 | Woonhuis                 |                                  |              | Hamburgerstraat 1  | 52° 5' 18" NB, 5° 7' 19" OL | 36112  | Meer afbeeldingen |
| Pand met lijstgevel met consoles                                                 | Woonhuis                 | 18e eeuw                         |              | Hamburgerstraat 2  | 52° 5' 19" NB, 5° 7' 19" OL | 36121  | Meer afbeeldingen |
| Pand met klokgevel                                                               | Werk-woonhuis            | 1730                             |              | Hamburgerstraat 3  | 52° 5' 18" NB, 5° 7' 19" OL | 36113  | Meer afbeeldingen |
| Pand met lijstgevel                                                              | Werk-woonhuis            |                                  |              | Hamburgerstraat 4  | 52° 5' 19" NB, 5° 7' 19" OL | 36122  | Meer afbeeldingen |
| Lutherse Kerk                                                                    | Kerk en kerkonderdeel    | 1412                             |              | Hamburgerstraat 9  | 52° 5' 19" NB, 5° 7' 21" OL | 36114  | Meer afbeeldingen |
| Apotheek                                                                         | Woonhuis                 | 18e eeuw                         |              | Hamburgerstraat 15 | 52° 5' 19" NB, 5° 7' 22" OL | 36115  | Meer afbeeldingen |
| Gepleisterd huis met rechte lijstgevel en muurankers                             | Werk-woonhuis            | 17e eeuw (bouw) 19e eeuw (verb.) |              | Hamburgerstraat 17 | 52° 5' 19" NB, 5° 7' 23" OL | 36116  | Meer afbeeldingen |
| Statig hoog herenhuis met geaccentueerde middenpartij en lage stoep              | Woonhuis                 | 18e eeuw                         |              | Hamburgerstraat 19 | 52° 5' 19" NB, 5° 7' 23" OL | 36117  | Meer afbeeldingen |
| Pand met lijstgevel, gepleisterd                                                 | Woonhuis                 | laat 19e eeuw                    |              | Hamburgerstraat 21 | 52° 5' 19" NB, 5° 7' 24" OL | 36118  | Meer afbeeldingen |
| Pand met lijstgevel, in flauwe bocht gelegen                                     | Werk-woonhuis            | 19e eeuw                         |              | Hamburgerstraat 23 | 52° 5' 19" NB, 5° 7' 25" OL | 36119  | Meer afbeeldingen |
| Pand met gepleisterde lijstgevel met aan de korte zijde trapgevel, fraaie ankers | Werk-woonhuis            | 15e eeuw                         |              | Hamburgerstraat 25 | 52° 5' 19" NB, 5° 7' 26" OL | 36120  | Meer afbeeldingen |
| Voormalig Paleis van Justitie met overgebleven delen van de Paulusabdij          | Gerechtsgebouw           | 1837                             | C. Kramm     | Hamburgerstraat 28 | 52° 5' 21" NB, 5° 7' 21" OL | 36123  | Meer afbeeldingen |
| Pand met verdieping onder dwarsgeplaatst pannen zadeldak tussen puntgevels       | Werk-woonhuis            | vroeg 19e eeuw                   |              | Hamburgerstraat 38 | 52° 5' 20" NB, 5° 7' 25" OL | 46943  | Meer afbeeldingen |
| Kantongerecht                                                                    | Gerechtsgebouw           | 1910, circa                      | W. Metzelaar | Hamburgerstraat 30 | 52° 5' 20" NB, 5° 7' 24" OL | 514274 | Meer afbeeldingen |